# Eddy Kim
Kim Jung-hwan (hangul: 김정환; hanja: 金正煥; rr: Gim Jeong-hwan; MR: Kim Chŏnghwan; nascido em 23 de novembro de 1990), mais frequentemente creditado na carreira musical por seu nome artístico Eddy Kim (hangul: 에디킴), é um cantor e compositor sul-coreano. É mais popularmente conhecido por ser um dos finalistas do reality show Superstar K4, em 2012. Eddy Kim realizou sua estreia como solista em um 2014, com o lançamento do extended play The Manual.

## Discografia

### Extended plays
| Título                                                                                   | Detalhes do álbum | Melhor posição nas paradas | Vendas |
| Título                                                                                   | Detalhes do álbum | KOR                        | Vendas |
| ---------------------------------------------------------------------------------------- | --- | -------------------------- | ------ |
| The Manual                                                                               | - Lançamento: 11 de abril de 2014 - Gravadoras: Mystic89, CJ E&M - Formatos: CD, digital download Lista de canções 1. 2 Years Apart 2. 밀당의 고수 3. Slow Dance 4. 너 사용법 5. Sober Up 6. It's Over     | —                          | —      |
| Sing Sing Sing                                                                           | - Lançamento: 21 de janeiro de 2015 - Gravadoras: Mystic89, CJ E&M - Formatos: CD, digital download Lista de canções 1. Sing Sing Sing 2. My Love 3. Apologize 4. Shower Girl 5. Lovin' You 6. 조화 (造花) | —                          | —      |
| "—" indica lançamentos que não figuraram nas paradas ou não foram lançados nessa região. | |                            |        |

### Singles
| Título | Ano                    | Melhor posição nas paradas | Melhor posição nas paradas | Vendas (DL)            | Album                                         |
| Título | Ano                    | KOR                        | KOR Hot 100                | Vendas (DL)            | Album                                         |
| Como artista principal | Como artista principal | Como artista principal     | Como artista principal     | Como artista principal | Como artista principal                        |
| --- | ---------------------- | -------------------------- | -------------------------- | ---------------------- | --------------------------------------------- |
| "2 Years Apart" | 2014                   | 22                         | 23                         | - KOR: 145,123+        | The Manual                                    |
| "The Manual" (너 사용법) | 2014                   | 7                          | 12                         | - KOR: 1,585,680+      | The Manual                                    |
| "Darling" | 2014                   | 34                         | —                          | - KOR: 94,505+         | The Manual Deluxe Edition                     |
| "Apologize" | 2015                   | 39                         | —                          | - KOR: 23,803+         | Sing Sing Sing                                |
| "My Love" | 2015                   | 12                         | —                          | - KOR: 206,075+        | Sing Sing Sing                                |
| "Paldangdam" (팔당댐) feat. Beenzino | 2016                   | 14                         | —                          | - KOR: 327,098+        | Lançamento sem álbum                          |
| "Sweet Kiss Like Coffee" (내 입술 따뜻한 커피처럼) feat. Lee Sung-kyung | 2016                   | 3                          | —                          | - KOR: 840,353+        | Lançamento sem álbum                          |
| "Heart Pound" (쿵쾅대) | 2017                   | 96                         |                            | - KOR: 41,736+         | Lançamento sem álbum                          |
| "Now" (이제는) | 2017                   | —                          |                            | - KOR:                 | Lançamento sem álbum                          |
| "Bet On Me" | 2017                   | —                          |                            | - KOR:                 | Lançamento sem álbum                          |
| "Poom" (품) | 2017                   | —                          |                            | - KOR:                 | Lançamento sem álbum                          |
| Collaborations |                        |                            |                            |                        |                                               |
| "Coffee & Tea" com Solar | 2015                   | 23                         | —                          | - KOR: 65,210+         | Dokkun Project Pt.4                           |
| Como artista convidado |                        |                            |                            |                        |                                               |
| "I Smell Autumn" Verbal Jint feat. Eddy Kim | 2014                   | 17                         | —                          | - KOR: 128,816+        | Lançamento sem álbum                          |
| "Double Jack" BoA feat. Eddy Kim | 2015                   | 43                         | —                          | - KOR: 24,209+         | Kiss My Lips                                  |
| "Lonely" Kanto feat. Eddy Kim | 2016                   | —                          | —                          | —                      | 14216                                         |
| Aparições em trilhas sonoras |                        |                            |                            |                        |                                               |
| "One Day" (하루 하나) | 2014                   | —                          | —                          | —                      | Pride and Prejudice OST                       |
| "Roommate" com Lim Kim | 2014                   | —                          | —                          | —                      | Roommate OST Part 1                           |
| "Empty Space" | 2014                   | 82                         | —                          | - KOR: 21,255+         | Valid Love OST Part 2                         |
| "Dream" com Subin | 2016                   | —                          | —                          | —                      | I Am a Movie Director Too OST Part 1          |
| "A Love Shining Like a Star" (구르미 그린 달빛) | 2016                   | 21                         | —                          | - KOR: 62,555          | Love In The Moonlight OST Part 7              |
| "2Night" com Punchnello | 2016                   | —                          | —                          | —                      | Entourage OST                                 |
| "You Are So Beautiful" (이쁘다니까) | 2016                   | 5                          | —                          | - KOR: 1,057,036+      | Guardian: The Lonely and Great God OST Part 5 |
| "When Night Falls" (긴 밤이 오면) | 2017                   | 34                         |                            | - KOR: 93,842          | While You Were Sleeping OST Part 1            |
| "—" indica lançamentos que não figuraram nas paradas ou não foram lançados nessa região. O gráfico Kpop Hot 100 estava inativo entre 17 de maio de 2014 e 29 de maio de 2017. |                        |                            |                            |                        |                                               |

### Outros lançamentos
| Título                                                                                   | Ano  | Melhor posição nas paradas | Melhor posição nas paradas | Vendas | Álbum       |
| Título                                                                                   | Ano  | KR Gaon                    | KR Hot 100                 | Vendas | Álbum       |
| ---------------------------------------------------------------------------------------- | ---- | -------------------------- | -------------------------- | ------ | ----------- |
| "버스 안에서" (On The Bus)                                                               | 2012 | —                          | —                          | —      | Superstar K |
| "Love Story"                                                                             | 2012 | —                          | —                          | —      | Superstar K |
| "I'll Be There"                                                                          | 2012 | —                          | —                          | —      | Superstar K |
| "아름다운 강산" (Beautiful Lands)                                                        | 2012 | —                          | —                          | —      | Superstar K |
| "Sing a Song"                                                                            | 2012 | —                          | —                          | —      | It's Top 12 |
| "—" indica lançamentos que não figuraram nas paradas ou não foram lançados nessa região. |      |                            |                            |        |             |

## Filmografia
| Ano  | Título                    | Emissora | Notas                                                                           |
| ---- | ------------------------- | -------- | ------------------------------------------------------------------------------- |
| 2012 | Superstar K4              | Mnet     |                                                                                 |
| 2014 | Running Man               | SBS      | Convidado nos episódios 195 e 58                                                |
| 2014 | Immortal Songs 2          | KBS      |                                                                                 |
| 2015 | Always Cantare 2          | tvN      |                                                                                 |
| 2015 | Radio Star                | MBC      | Convidado                                                                       |
| 2015 | Yoo Hee-yeol's Sketchbook | KBS2     | Convidado no episódio 263                                                       |
| 2015 | en:I Can See Your Voice   | Mnet     | Episódio 6                                                                      |
| 2017 | King of Mask Singer       | MBC      | Concorrente no "The Prince Trumpets the Crown of the Crown" (Episódios 113–114) |

## Prêmios e indicações

### Mnet Asian Music Awards
| Ano  | Trabalho nomeado | Prêmio                       | Resultado |
| ---- | ---------------- | ---------------------------- | --------- |
| 2014 | Eddy Kim         | Best New Artist              | Indicado  |
| 2014 | Eddy Kim         | Union Pay Artist of the Year | Indicado  |

### Seoul Music Awards
| Ano  | Trabalho nomeado | Prêmio          | Resultado |
| ---- | ---------------- | --------------- | --------- |
| 2015 | Eddy Kim         | Best New Artist | Venceu    |